# 新起里
新起里是台北市萬華區西門次分區轄下的一個里。面積0.1672平方公里，下轄25鄰。2023年2月止共有人口6,585人。

## 邊界
西側為菜園里，北側為西門里，東側為中正區，南側為仁德里及福音里。

## 古蹟
- 艋舺清水巖：直轄市定古蹟[4]
- 西本願寺：直轄市定古蹟[5]